# 13562 Bobeggleton
13562 Bobeggleton è un asteroide della fascia principale. Scoperto nel 1992, presenta un'orbita caratterizzata da un semiasse maggiore pari a 3,1776389 au e da un'eccentricità di 0,1302993, inclinata di 1,54899° rispetto all'eclittica.
L'asteroide è dedicato all'artista statunitense Bob Eggleton.